# 神の井酒造
神の井酒造（かみのいしゅぞう）は、愛知県名古屋市緑区にある日本酒醸造メーカー。

## 歴史
安政元年（1856年）創業。社名は三代当主が熱田神宮の斎田を寄進したことに因んで命名された。主力製品は清酒「神の井」「寒九の酒」など。「大吟醸 荒ばしり」は全国新酒鑑評会において2000年（平成12年）から2015年（平成27年）までに金賞受賞12回を数える。
現在も使われている主屋は安政3年（1858年）、蔵は1912年（大正元年）に建築されたもので、2012年（平成24年）12月12日に名古屋市の登録地域建造物資産第80号に登録された。
平日には蔵の見学などを行なっているほか（ただし事前予約が必要）、毎年2月の最終日曜日には近傍にある山盛酒造とともに「蔵開き」と称する酒蔵開放を行なっている。また、2014年（平成26年）には同社のほか山盛酒造、東春酒造、金虎酒造の市内4つの酒造会社によって、日本酒で名古屋を盛り上げることを目的としたプロジェクト「ナゴヤクラウド」が結成されている。